# Gouvernement Ahoussou-Kouadio
Seconde République
Soro IV Duncan IV
Le gouvernement Ahoussou-Kouadio est le gouvernement de la Côte d'Ivoire du 13 mars au 22 novembre 2012.

## Composition du gouvernement
- Premier ministre, Garde des Sceaux, ministre de la Justice : Jeannot Ahoussou-Kouadio

### Ministres d'État
- Ministre d’État, ministre de l'Intérieur : Hamed Bakayoko (RDR)
- Ministre d’État, ministre des Affaires étrangères : Daniel Kablan Duncan (PDCI)
- Ministre d’État, ministre de l'Emploi, des Affaires sociales et de la Solidarité : Gilbert Koné Kafana
- Ministre d’État, ministre du Plan et du Développement : Albert Mabri Toikeusse (UDPCI)
- Ministre d’État, ministre de l'Industrie : Dosso Moussa (FNCI)

### Ministres
- Ministre de l'Économie et des Finances : Charles Koffi Diby (société civile)
- Ministre des Infrastructures économiques : Patrick Achi (PDCI)
- Ministre des Mines, du Pétrole et de l’Énergie : Adama Toungara
- Ministre de la Santé et de la lutte contre le sida : Thérèse Aya N'Dri-Yoman
- Ministre de l’Éducation nationale : Kandia Kamissoko Camara
- Ministre de la Fonction publique et de la Réforme administrative : Konan Gnamien
- Ministre de l'Artisanat et de la promotion des PME : Sidiki Konaté (FNCI)
- Ministre de l'Enseignement supérieur et de la Recherche scientifique : Cissé Bacongo
- Ministre des Ressources animales et halieutiques : Kobenan Kouassi Adjoumani
- Ministre de l’Agriculture : Sangafowa Coulibaly
- Ministre du Commerce : Dagobert Banzio (PDCI)
- Ministre de l’Enseignement technique et de la Formation professionnelle : Albert Flindé
- Ministre des Droits de l'homme et des Libertés publiques : Gnenema Coulibaly
- Ministre de la Culture et de la Francophonie : Maurice Kouakou Bandama
- Ministre de la Famille, de la Femme et de l'Enfant, porte-parole adjoint du gouvernement : Raymonde Goudou Coffie
- Ministre de la Communication : Souleymane Coty Diakité
- Ministre de l’Environnement et du Développement durable : Remi Kouadio Allah
- Ministre du Tourisme : Charles Aké Atchimon
- Ministre de la Construction, de l'Assainissement et de l'Urbanisme : Mamadou Sanogo
- Ministre des Sports et Loisirs : Philippe Legre
- Ministre de la Poste et des Technologies de l'information et de la communication, porte-parole du gouvernement : Bruno Nabagné Koné
- Ministre des Transports : Gaoussou Touré
- Ministre des Eaux et Forêts : Clément Bouéka Nabo
- Ministre de l'Intégration africaine : Ally Coulibaly (précédemment ambassadeur de la Côte d'Ivoire en France. Son prédécesseur Adama Bictogo a été limogé à la suite de son implication dans l'affaire du Probo Koala.Le Ministre Daniel Kablan Duncan ayant assuré l’intérim jusqu'alors)[1]
- Ministre de la Promotion de la jeunesse et du Service civique : Alain Michel Lobognon
- Ministre de la Promotion du logement : Kaba Nialé
- Ministre des ex-Combattants et des Victimes de guerre : Mathieu Babaud Darret
- Ministre de la Salubrité urbaine : Anne Desirée Ouloto
- Ministre délégué auprès du Premier ministre, garde des Sceaux, ministre de la Justice, chargé de la justice : Loma Cissé Matto